# دینا نورپئیسووا
دینا نورپئیسووا (قزاقی: Дина Нұрпейісова) یک منطقه مسکونی در قزاقستان است که در استان آتیرائو واقع شده است. این شهرک در مرز با کشور روسیه قرار دارد.